# Château Rothschild (Reichenau an der Rax)
Ne doit pas être confondu avec Château Rothschild (Boulogne-Billancourt).
Pour les articles homonymes, voir Rothschild.
Le château Rothschild ou Hinterleiten est un château situé à Reichenau an der Rax, en Autriche.

## Histoire
Nathaniel Meyer von Rothschild (en) passe souvent l'été à Reichenau an der Rax, où il loge dans une dépendance de l'hôtel Fischer. En 1884, il commande aux architectes viennois Amand Louis Bauqué et Albert Emilio Pio,qui travaillent déjà sur sa demeure à Vienne, un château dans le style néo-Louis XIII. Le chantier est confié à Heinrich et Franz Glaser. Il est construit à proximité de la Villa Wartholz, un château impérial demandé par Charles-Louis d'Autriche.
Après l'achèvement de l'aile personnelle, Rothschild s'installe en 1887, arrête les travaux en 1889. Il prête le bâtiment à des malades respiratoires. Après une protestation de la commune, il fait don du château au ministère de la guerre qui y envoie des officiers subalternes invalides.
Pendant la Seconde Guerre mondiale, le château sert de maison de convalescence pour les orphelins de Potsdam et plus tard d'hôpital.
Le château est aujourd'hui la propriété de l'association "Vereinigten Altösterreichischen Militärstiftung" et sert pour des réceptions mondaines et culturelles.

## Pour approfondir